# A Vida Secreta dos Casais
A Vida Secreta dos Casais é uma série original brasileira da HBO Latin America, criada por Bruna Lombardi e dirigida por Kim Riccelli e Carlos Alberto Riccelli. A série estreou em 01 de outubro de 2017 e está sendo exibido pelo canal HBO.

## Produção
A produção é de Roberto Rios, Maria Angela de Jesus e Luis F. Peraza, da HBO Latin America Originals; Bruna Lombardi e Carlos Alberto Riccelli, da Pulsar; e Geórgia Costa Araújo, da Coração da Selva. O roteiro é de Bruna Lombardi e Kim Riccelli, que também assina a direção junto a Carlos Alberto Riccelli. A Vida Secreta dos Casais, foi filmada em diferentes locações da cidade de São Paulo, é composta por 12 episódios com uma hora de duração cada.

## Enredo
Sofia (Bruna Lombardi) é uma terapeuta e sexóloga que ajuda os pacientes a vencerem seus próprios demônios, mas acaba envolvida num jogo de poder quando um delegado passa a intimida-la para descobrir os segredos de uma família de políticos corruptos, os Andreazza.

## Elenco

### Principal
| Ator                    | Personagem                  | Temporadas | Temporadas |
| Ator                    | Personagem                  | 1ª 2017    | 2ª 2019    |
| ----------------------- | --------------------------- | ---------- | ---------- |
| Bruna Lombardi          | Sofia Prado                 |            |            |
| Carlos Alberto Riccelli | Delegado Luís               |            |            |
| Alejandro Claveaux      | Vicente                     |            |            |
| Roberto Birindelli      | Dr. Otero                   |            |            |
| Paulo Gorgulho          | Edgar Eleno Andreazza       |            |            |
| Ondina Clais Castilho   | Elisa Andreazza             |            |            |
| Hugo Bonemer            | Erick Andreazza             |            |            |
| Camila dos Anjos        | Giordana Andreazza Florenza |            |            |
| André Loddi             | Felipe Florenza             |            |            |
| Letícia Colin           | Renata                      |            |            |

### Recorrente
| Ator                  | Personagem          | Temporadas | Temporadas |
| Ator                  | Personagem          | 1ª 2017    | 2ª 2019    |
| --------------------- | ------------------- | ---------- | ---------- |
| Eduardo Borelli       | Pedro Prado         |            |            |
| Virgínia Cavendish    | Miranda             |            |            |
| Nábia Vilela          | Denise Madureira    |            |            |
| Luiz Carlos de Moraes | Presidente Ornellas |            |            |

### Participações especiais
| Atriz/Ator             | Personagem       |
| ---------------------- | ---------------- |
| João Paulo Lorenzon    | Daniel Madureira |
| Bia Seidl              | Alice            |
| Mel Lisboa             | Verônica         |
| Miá Mello              | Fernanda         |
| Wandi Doratiotto       | Detetive Macedo  |
| Manoela Aliperti       | Lorena           |
| Arieta Corrêa          | Marta            |
| Fernando Alves Pinto   | Jonas            |
| Marcelo Laham          | Jair             |
| Leonardo Medeiros      | Zairo            |
| Zemanuel Piñero        | Tarso            |
| Roney Facchini         | Ernani           |
| Erom Cordeiro          | Rogério          |
| Sidney Santiago        | Ezé              |
| Naruna Costa           | Marcela          |
| Bukassa Kabengele      | Joca             |
| Nathalia Rodrigues     | Michelle         |
| Gustavo Canovas        | Bernardo         |
| Antônio Haddad Aguerre | Luca             |
| Thiago Vieira          | Thiago           |
| Rafa Maia              | Ricardo          |
| Paulo Federal          | Juiz Wanderley   |
| Paula Pretta           | Adelaide         |
| Cristian Nicolas       | Gustavo          |
| Thais Medeiros         | Drica            |
| Daniel Morozetti       | Tato Moreira     |
| Bruna Gueryn           | Joyce            |
| Bruna Miglioranza      | Amanda           |
| Lúcia Bronstein        | Bia              |
| Ana Paula Dias         | Mara             |
| Kiko Marques           | Sérgio           |
| Carolina Angrisani     | Joana            |
| Eduardo Mossri         | Paulo            |
| Barbara Passaretti     | Evelyn / Gael    |
| Amélia Bittencourt     | Lena             |
| Victor Albuquerque     | Cauã             |
| Mel Gonçalves          | Jennifer         |
| Adam Franco            | Alexandre        |
| Flavio Botelho         | Augusto          |
| Lorena Rossi           | Shanti Raia      |